# Hurbînți, Pîreatîn
Hurbînți (în ucraineană Гурбинці) este un sat în comuna Davîdivka din raionul Pîreatîn, regiunea Poltava, Ucraina.

## Demografie
Componența lingvistică a localității Hurbînți
     Ucraineană (98,77%)
     Rusă (1,23%)
Conform recensământului din 2001, majoritatea populației localității Hurbînți era vorbitoare de ucraineană (98,77%), existând în minoritate și vorbitori de rusă (1,23%).